# Sven Hassel
Para otros personajes llamados Sven, ver Sven.
Sven Hassel (Frederiksborg, Dinamarca; 19 de abril de 1917 - Barcelona, España; 21 de septiembre de 2012) es el seudónimo del escritor danés Børge Willy Redsted Pedersen. Sus padres fueron el molinero danés Peder Oluf Pedersen y su esposa Maren Hansine Andersen. Más tarde como autor se utilizó el seudónimo de Sven Hassel.

## Biografía
La crisis generalizada de 1930 le obliga a emigrar a Alemania en busca de trabajo. En 1931, a los 14 años de edad, se enrola en la marina mercante como mozo de cabina, dando la vuelta al mundo. En 1937 se alista en el ejército alemán y es destinado al 7.º Regimiento de Caballería, donde se le obliga a nacionalizarse para permanecer en filas. En cuanto lo hace, es destinado al 2.º Regimiento de Carros de Combate en Eisenach, con el que participó en 1939 en la invasión de Polonia, apareciendo así De Fordometes Legion (La Legión de los Condenados), en 1953.
En 1957 una enfermedad que contrajo durante la guerra (fiebre caucásica) le postra en cama durante casi dos años. Al recuperarse continúa escribiendo sus novelas. A primeros de 1964 se muda a Barcelona, donde residió hasta su fallecimiento, adoptando la nacionalidad española. Afirmó que el objetivo de toda su obra era mostrar a la juventud lo horrible de la guerra.
En total de sus obras han vendido unos 53 millones de ejemplares, con traducción a 25 idiomas.

## Su obra literaria
En sus libros narra la historia de un grupo de soldados alemanes que viven siempre al borde del reglamento, algunos de ellos provenientes de batallones de castigo. Es un equipo de compañeros y camaradas en el frente, que viven el horror del combate en varios escenarios (Montecasino, Stalingrado, Francia...) donde con una imaginativa y apasionante narrativa describe las vivencias del soldado alemán común, representadas en sus personajes, y de cómo salvan, presencian o viven situaciones que afectaron al combatiente alemán en los más difíciles escenarios de guerra. 
Un aspecto peculiar destaca de este grupo de soldados y es que están en contra del antisemitismo que normalmente manifestaban muchos soldados de la Wehrmacht; en algunos capítulos incluso llegan a ocultar judíos perseguidos por las SS.
Entre sus personajes se encuentran:
- El Legionario (Alfred Kalb, cabo): de vasta experiencia en el frente, con infinidad de ardides y tretas que usa para su beneficio. Sirvió en la Legión Extranjera francesa. Un cigarrillo Caporal permanentemente encendido en sus labios es su seña de identidad. Se considera musulmán y es capaz de matar a cualquiera que insulte a Alá. Fue castrado en prisión por sus carceleros y sueña com montar un burdel cuando acabe la guerra. La canción que tararea en los labios antes del combate es: —" Ven, dulce muerte, ven a mí...". Gefreiter

- El Viejo (Willie Beier, sargento): el combatiente alemán de mayor edad y más veterano es el jefe de la sección. Por su experiencia y humanidad representa un seguro de vida para todos los demás miembros de su sección. El frente de combate es su refugio para ocultar una tragedia personal: sin guerra él no existe. Es el único referente de cordura y prudencia en una guerra de locos, y solo desea volver a casa y vivir en paz. Muere en la guerra. Unteroffizier

- Hermanito (Wolfgang Creutzfeldt): es un soldado brutal, gigantón de fuerza hercúlea, pero de cerebro minúsculo, que actúa casi por instinto. Compañero de aventuras de Porta y habitual saqueador de cadáveres, su especialidad son los dientes de oro y las reyertas de taberna. Como última característica queda decir que siempre lleveba un bombín inglés para imitar a su amigo Porta. Obergefreiter

- Julius Heide ("devorador de judíos"): típico soldado nazi fanático, que aplica el reglamento hasta en las situaciones más inverosímiles, lo cual no es obstáculo para que sea un soldado insuperable en combate. Terminó siendo un alto oficial en la Alemania del Este. Unteroffizier

- Porta: Josef Porta es el típico berlinés, soldado, buscavidas, juerguista y mujeriego, frío para actuar en combate, pero que cohesiona el grupo con su cálida amistad y camaradería. Es, además, un consumado organista, flautista y cocinero. Su rasgo más característico es usar un alto sombrero de copa amarillo y un monóculo aunque haya oficiales presentes. Muchas de las historias orbitan en torno a sus viviencias. Nunca se separaba de su alcohólico gato Stalin' con graduación de 'Obergefreiter, a quien llevaba dentro de la mochila a todos los sitios, incluso a la batalla. Murió en la guerra. Enviado al batallón de castigo por actividades comunistas, tras haber colocado banderas rojas en el campanario de San Miguel en 1932. Stabsgefreiter y Obergefreiter, según las novelas.

- Peter Barcelona  Blom: un sargento, al igual que «El Viejo». Ha participado en la guerra civil española en calidad de miliciano en el bando republicano. Más tarde es apresado por los nacionales y mandado a la tercera compañía del segundo batallón de la División Azul española. De ella proviene su apodo, muchas expresiones en castellano y una vieja naranja arrugada que siempre tiene en el bolsillo. Feldwebel
- Pulgarcito Anton Steier. Forma parte de los cuatro compañeros originales del soldado Sven en la primera novela (El Viejo, Porta, Plutón y Pulgarcito). No vuelve a aparecer en más novelas. Procede de Colonia, de apenas metro y medio de altura, donde trabajaba en perfumería. Tras un altercado es enviado al campo de concentración y después al batallón disciplinario. Obergefreiter.

- Gregor Martin: chófer del mariscal de campo Von Kluge. Amigo y compañero de aventuras, sobrevivió a la guerra. Unteroffizier

- Oberst Manfried Hinka: Es el comandante (coronel) del regimiento y protector de Porta. Como los otros personajes es joven. Es uno de los pocos oficiales que cae bien al grupo. Major

- Hauptmann Erich von Barring: Capitán de la compañía. Protector de sus hombres frente al resto de mandos. Al final de La legión de los condenados se encuentra ingresado en un hospital psiquiátrico. Oberstleutnant

- Sven: Sven Hassel se representa a sí mismo en este personaje que es como el joven soldado granadero adjunto al grupo. Es un personaje poco definido y con un papel secundario en la narración, pero es el narrador en primera persona. Tiene el grado de portaestandarte .En la novela pertenece al cuerpo de blindados -11.ª Regimiento de Húsares- con la graduación de Gefreiter, donde deserta para reunirse con su novia en Colonia. Tras ser detenido es enviado al Campo Disciplinario SS y Whermacht de Lengries.

- Albert: Albert Mumbuto es el más anacrónico de este grupo de soldados; con la graduación de Stabsgefreiter, es la oveja negra (porque es negro) del grupo, por lo que sufre constantes problemas con los oficiales. Suele ser el blanco de las burlas de Porta y Hermanito. ["Prisión GPU"]. Su padre era tambor de húsares y en Prisión GPU cuenta que se presentó "voluntario" tras haber causado ictericia a un obispo por haberse meado en su jarra de vino. Sin embargo el motivo de ingresar en el batallón disciplinario fue la acusación de violación y profanación de la raza, tras haber sido sorprendido manteniendo relaciones -consentidas- con dos enfermeras del hospital donde estaba ingresado, siendo condenado a 3 meses en Germersheim.

- Meier o Meyer: Hauptmann.

- Bernt Viktor Ohlsen. Teniente. ["Camaradas del Frente"]

- Gustav Eicken, también conocido como "Pluto" o "Plutón" (¿un trasunto del futuro "Hermanito"). Descargador en el puerto de Hamburgo, Detenido de forma continuada en la vida civil termina siendo castigado a trabajos forzados antes de ser enviado al 27.º Regimiento Disciplinario. Stabsgefreiter ["Legión de Los Condenados"].

- Paul Bielert: SS Standartenführer ["Camaradas del Frente"]

La vida de estos personajes en el frente es la esencia de los libros de Sven Hassel.
Desde el punto de vista de Hassel, la guerra es brutal. En sus libros los soldados sólo pelean para sobrevivir, la Convención de Ginebra es un papel inútil para ambos bandos, las personas son asesinadas sin justicia ni razón, pequeños eventos pacíficos y encuentros amistosos pueden ser rotos en segundos, antipáticos oficiales prusianos amenazan constantemente a sus hombres con ejecutarlos sin ninguna provocación, enfadados soldados en ocasiones asesinan a sus propios oficiales.
Son desheredados de la sociedad, escoria del ejército, soldados en un batallón de criminales convictos, en una época donde no debían escasear. Pero la descripción que Hassel hace de ellos, de su camaradería en medio de situaciones donde la convivencia es muy difícil, de las complicadas relaciones entre ellos mismos y con el resto de los partícipes en la guerra enganchan al lector prescindiendo de su falta de rigor histórico y de otras consideraciones.
Su obra hizo que mucha gente se interesara por la Segunda Guerra Mundial desde el punto de vista alemán, un punto de vista en principio poco corriente en el momento en que se empezó a publicar.

## Críticas
El polémico periodista ultraderechista danés Erik Haaest rechaza desde hace años esta biografía oficial y expone una versión completamente distinta en la que denota su poca simpatía por Sven Hassel. Según Haaest, Sven Hassel es realmente un nazi danés que nunca peleó en el frente ruso.  El autor estuvo la mayor parte de la guerra en la Dinamarca ocupada, y su conocimiento de la guerra viene de veteranos de las SS daneses que encontró después de la guerra.
Haaest cree que Sven pasó la época de la guerra desempleado en Dinamarca, vestido con uniformes robados de oficial pretendiendo ser Himmler o algo por el estilo. Hassel también robaba bicicletas en Copenhague y las donaba al Partido Nacionalsocialista Danés. Después entró en un cuartel vestido de oficial y comenzó a dar órdenes a los reclutas, hasta que fue descubierto y encerrado en una prisión por impostor y robo de uniformes. 
En 1941-1942 fue arrestado nuevamente por intimidar a una mujer, vestido con uniforme y fingiendo ser un oficial. Episodios similares a este se cuentan por docenas, según Haaest. En 1944 Hassel viste un verdadero uniforme como miembro de la HiPO (Nacionalsocialistas daneses), en apoyo de la policía alemana, para desactivar a la Resistencia danesa.
Siempre según Haaest, el autor pasó un tiempo en prisión después de la guerra, donde conoció a muchos excombatientes daneses que lucharon en divisiones de las Waffen-SS. 
Según Haaest, con esos testimonios Hassel inventó cientos de historias sobre la guerra. Luego se consiguió un escritor (probablemente su esposa, porque él es incapaz de escribir una línea, según Haaest) para que le ayudara a escribir "sus" historias. Su primera novela, La Legión de los Condenados, fue un éxito rutilante y se tradujo a muchos idiomas, lo que le aseguró a Hassel los medios para sobrevivir con comodidades y escribir sus siguientes obras. 
Por esa época, según Haaest, se casó Sven Hassel. Según el periodista, la esposa de Hassel estuvo involucrada en un enorme negocio de pornografía en toda Europa, actividad que le dio muchos dividendos. También relaciona a Sven Hassel con fraudes, desfalcos, etcétera. La biografía de Sven Hassel es por tanto controvertida. (Hay que decir también que Erik Haaest ha negado en repetidas ocasiones la veracidad del diario de Anna Frank, así como la existencia de las cámaras de gas). 
Foros históricos y militares en internet, como Feldgrau.com y AxisHistory.com, no consideran sus obras como totalmente auténticas. En general los profesionales nunca han considerado seriamente su obra como auténtica. Por ejemplo, había un regimiento 27 en el ejército alemán, pero no era un batallón de castigo. No había muchos tanques Tiger, y estaban organizados en batallones especiales, unidos a unas pocas divisiones de élite. No eran entregados a batallones de castigo. Y los personajes no podían estar simultáneamente en dos teatros de guerra a la vez como ocurre en varias de sus novelas. Otros como «El Viejo» mueren y «resucitan» en novelas que transcurren posteriormente (recordemos que Hassel no pensaba continuar el primer libro y le puso fin). Es imposible cronológicamente que el autor estuviera en todos los frentes que describe.

## Obra
- La legión de los condenados (1953)
- Los panzers de la muerte (1958) ; esta novela fue llevada al cine en 1987 por Panorama Films International bajo los títulos en inglés Wheels of Terror o The Misfit Brigade (la película fue filmada en Belgrado, Yugoslavia)
- Camaradas del frente (1960)
- General SS (1960)
- Batallón de castigo (1962)
- Gestapo (1963)
- Monte Cassino (1963)
- ¡Liquidad París! (1967)
- Comando «Reichsführer» Himmler (1971)
- Los vi morir (1975)
- La ruta sangrienta (1977)
- Ejecución (1979)
- Prisión GPU (1981)
- El comisario (1985)
- La gloriosa derrota (Póstuma. Prevista su publicación en 2013 en Dinamarca y Suecia. Sin fecha para España)